# Ácido cuasimágico
El ácido cuasimágico es un superácido formado por la mezcla de ácido clorosulfónico y pentacloruro de antimonio. Se forma, al igual que el ácido mágico, por un enlace de coordinación del átomo de cloro con el antimonio, en una reacción ácido-base de Lewis. Tiene menos fuerza que el ácido mágico, pero mayor que el sulfúrico, el ácido fluorosulfónico o el clorosulfónico por sí solo. Se han hecho muy pocos estudios sobre reacciones con este superácido en compuestos orgánicos, pero se sabe que también protona a los hidrocarburos, aunque solo los terciarios, secundarios y algunos que puedan formar carbocationes conjugados, como el bencílico. La función de acidez de Hammett para este ácido es de 19.8, bastante mayor (en esta escala) que el ácido fluorosulfónico, que es de 15. Las especies químicas presentes en este ácido son estructuralmente similares a las que hay en el ácido mágico, solo con átomos de cloro en vez de flúor.